# Gonodonta pyrgo
Gonodonta pyrgo är en fjärilsart som beskrevs av Pieter Cramer 1771. Gonodonta pyrgo ingår i släktet Gonodonta och familjen nattflyn. Inga underarter finns listade i Catalogue of Life.

## Bildgalleri

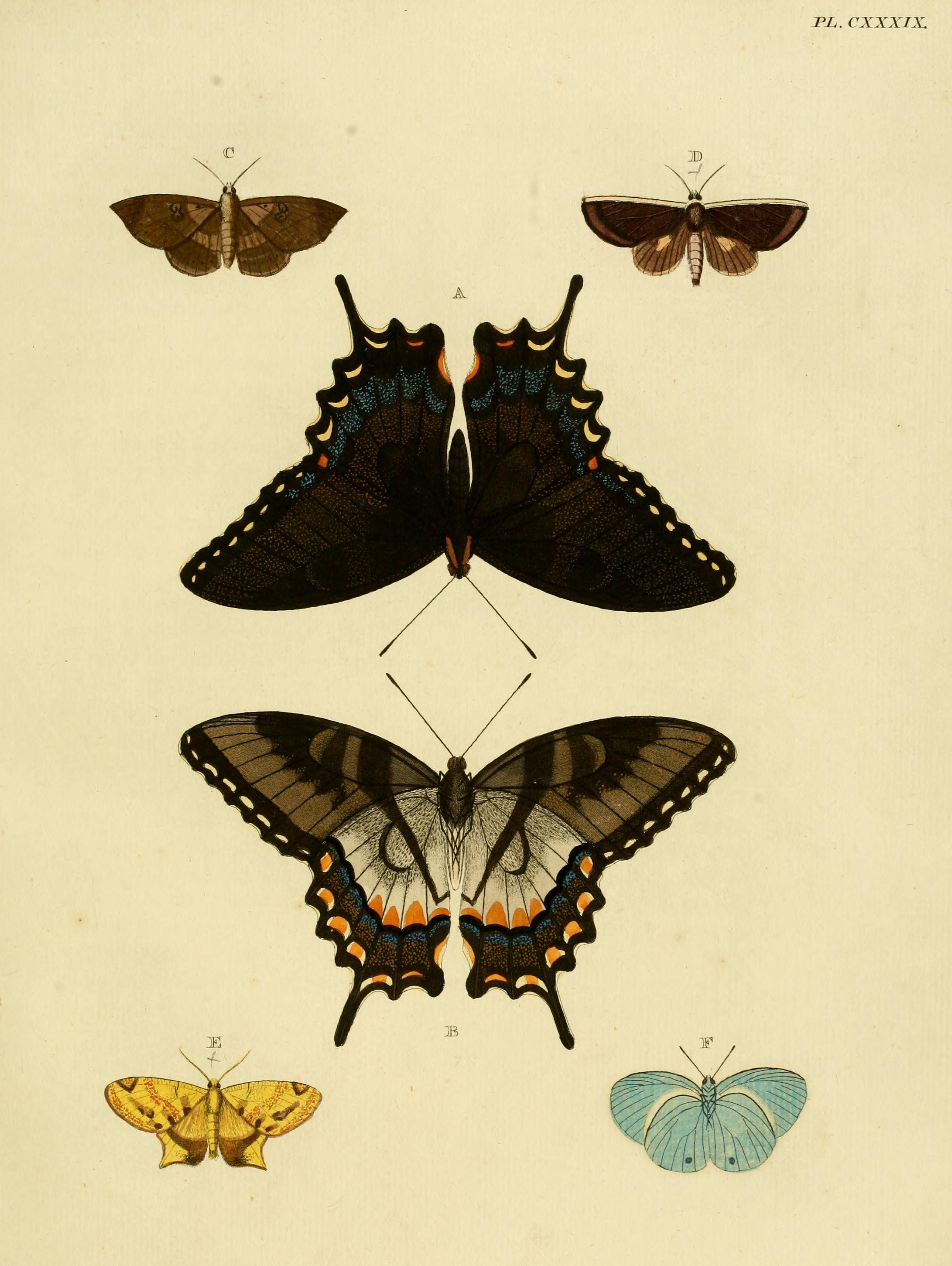